# Статистическо разсейване
Статистическо разсейване e измерител на различието между случаите на дадена съвкупност по разновидностите на даден признак.
Има няколко вида измерители за разсейване. Най-простият измерител е т.нар. Размах – D.
Разлика между максимално и минимално значение:
6 максимално D = 6 − 2
D = 4 (размах) – ориентировъчен измерител за разсейване. Изчислява се в абсолютни единици, но може да бъде и относителен размах.
```
5
4
3
2 
2 минимално
```

- разликата между максимално и минимално отнесена към средната аритметична
И могат да се сравняват два размаха. Например успех/възраст. Когато величините са разнородни, те се сравняват като се изчисли размаха.
Средно аритметично отклонение – една аритметична от отклоненията на значенията на всеки отделен случай от съвкупността от средната на съвкупността.
Относително средноаритметично отклонение
Средно квадратично отклонение (стандартно отклонение за групирани данни)
Коефициент на вариацията – Дисперсията е квадрата на стандартното отклонение